# 青台遗址
青台遗址位于河南省荥阳市广武镇青台村东，枯河北岸的台地上，是一处新石器时代仰韶文化中晚期的遗址。

## 考古发现
1934年，郭宝钧对青台遗址进行了首次考古发掘，出土一批仰韶文化遗迹和遗物。在1981年至1987年间的考古发掘中，出土了众多陶器、骨器、蚌器，以及少量玉器、石器、纺织品等。此外还发现有房基、陶窑、灰坑、墓葬等遗迹。遗址出土的罗织物是黄河流域发现最早的丝织品。

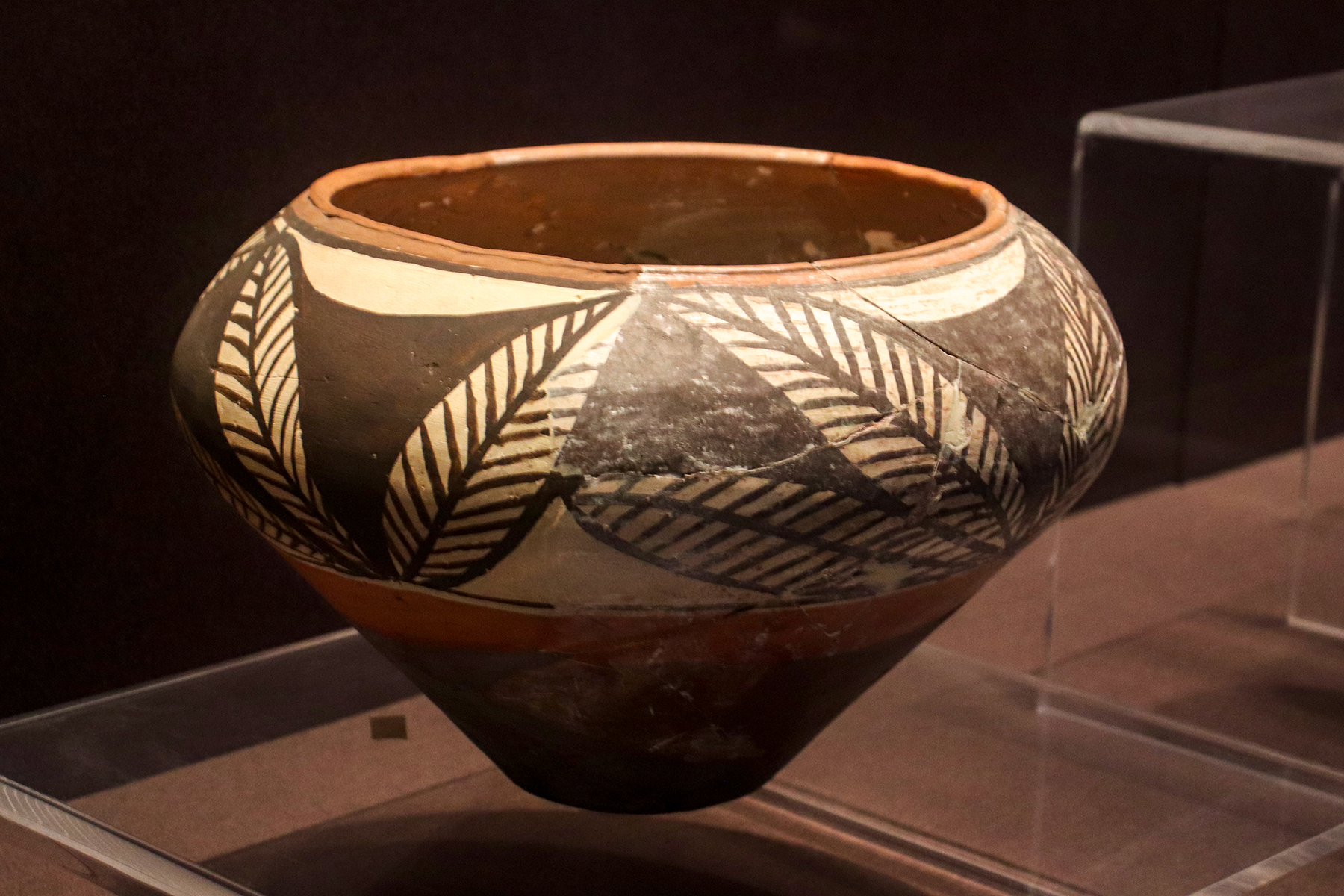
白衣彩陶钵，郑州博物馆藏
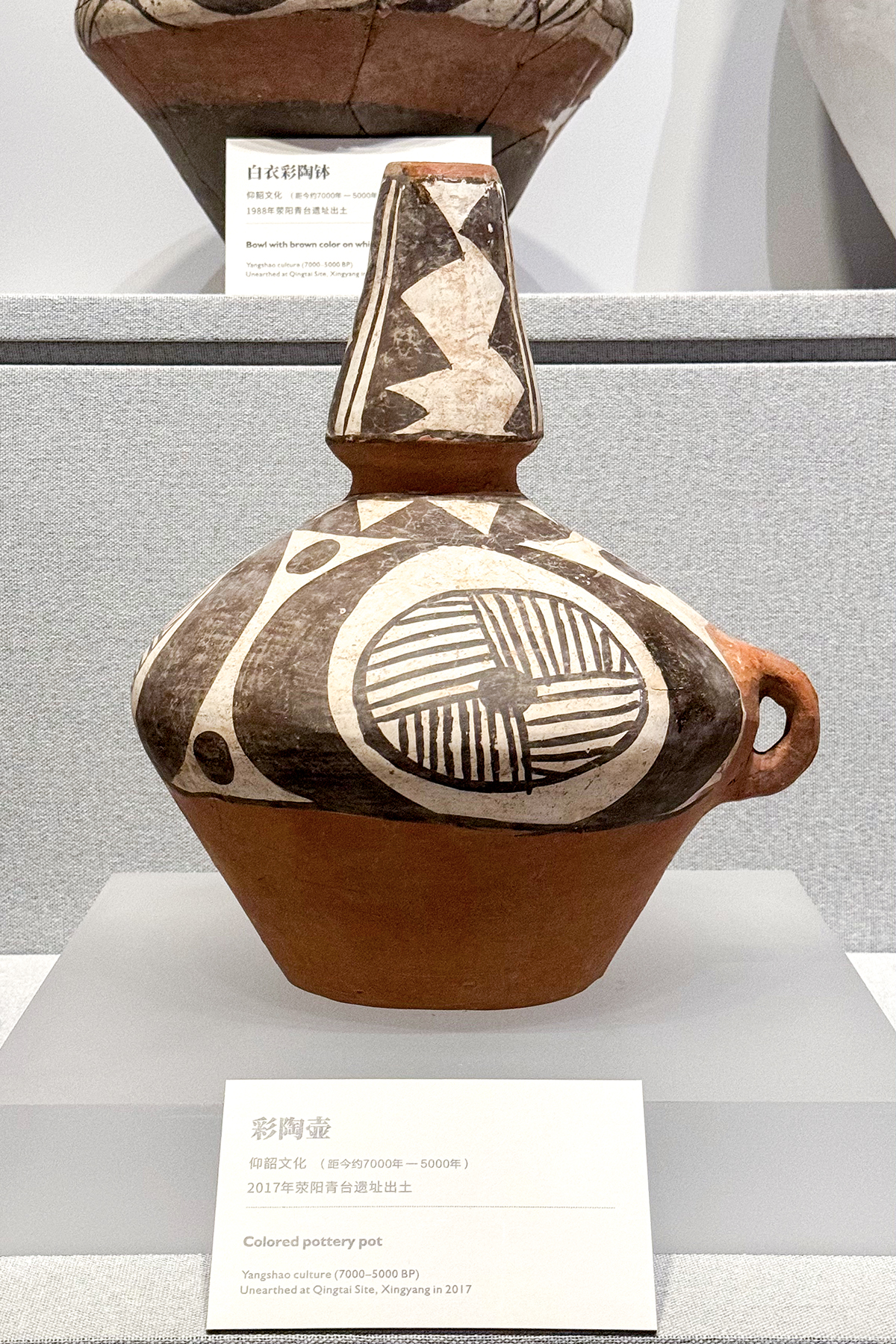
彩陶壶，郑州市文物考古研究院藏
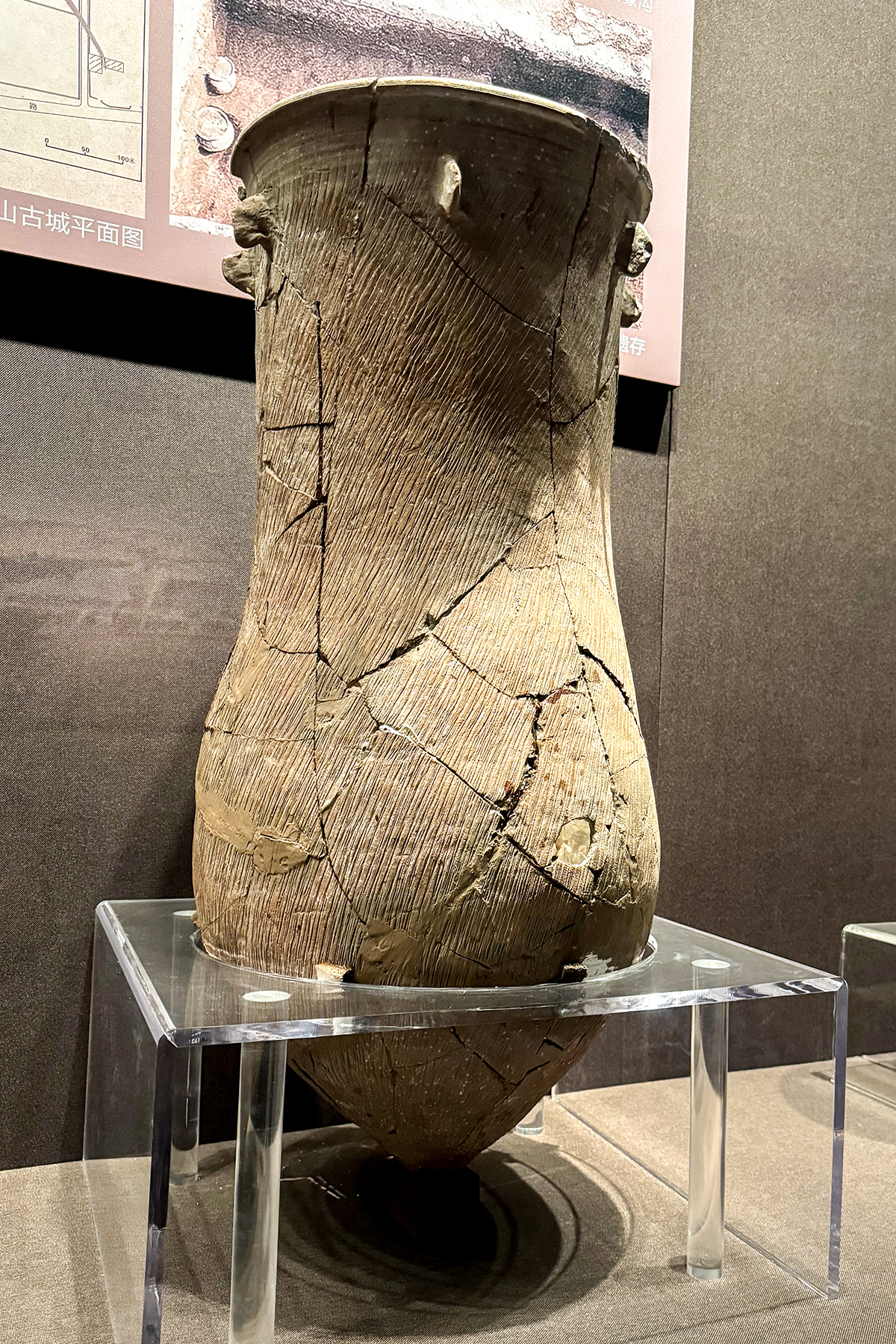
红陶大口尖底缸，郑州博物馆藏
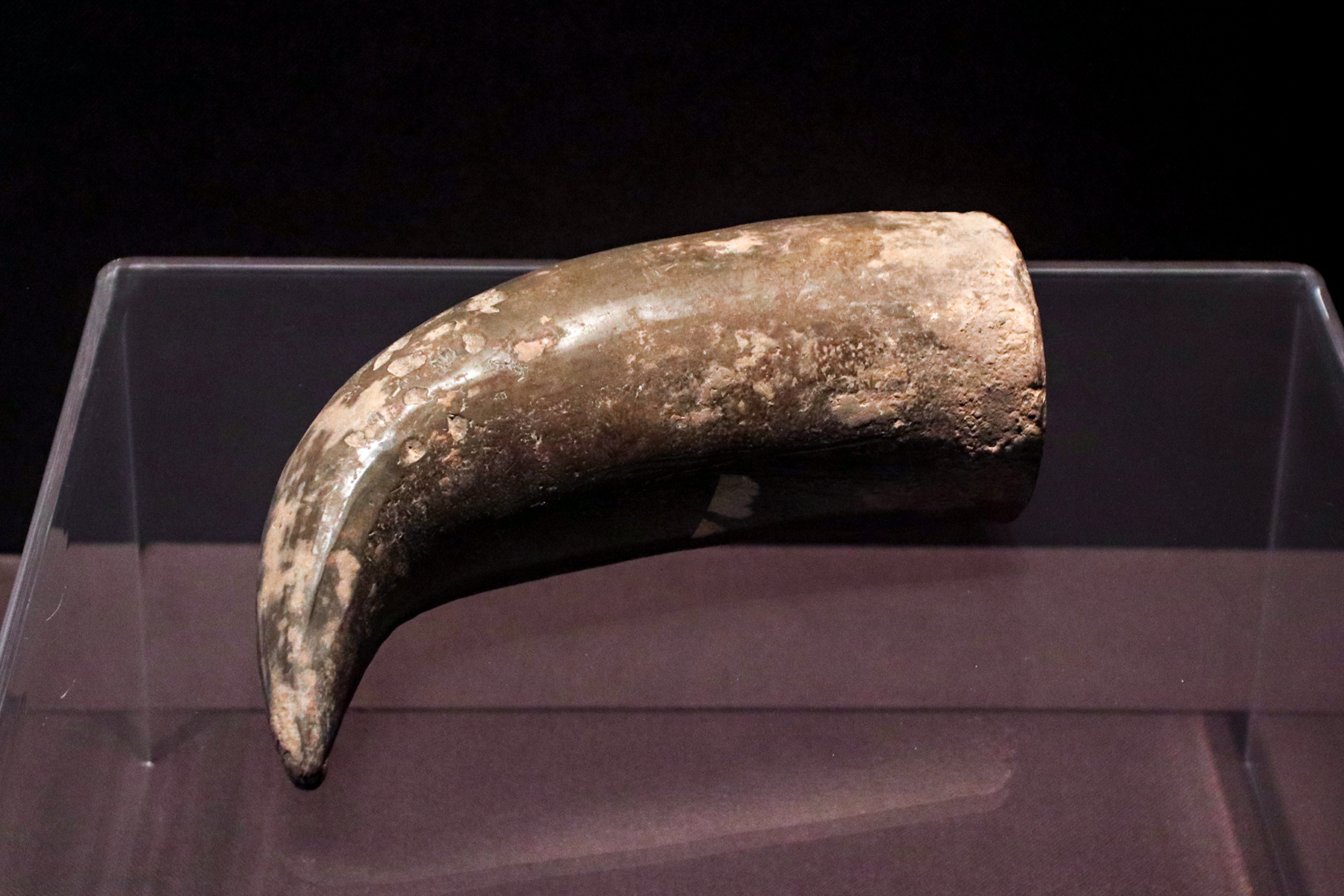
灰陶牛角形器，郑州博物馆藏

2015年以来，郑州市文物考古研究院对青台遗址进行了调查勘探和考古发掘，发现仰韶文化中晚期的3重环壕、“北斗九星”天文遗迹、近400座公共墓地、瓮棺葬、史前土坯房屋等，并出土了一大批仰韶文化遗物。其中遗址内发现九个陶罐摆放而成的“北斗九星”图案，斗柄向北，被确认为仰韶文化中期的天文遗迹。

## 保护情况
青台遗址于1963年6月20日被河南省人民委员会公布为第一批河南省文物保护单位。2013年3月5日被中华人民共和国国务院公布为第七批全国重点文物保护单位。

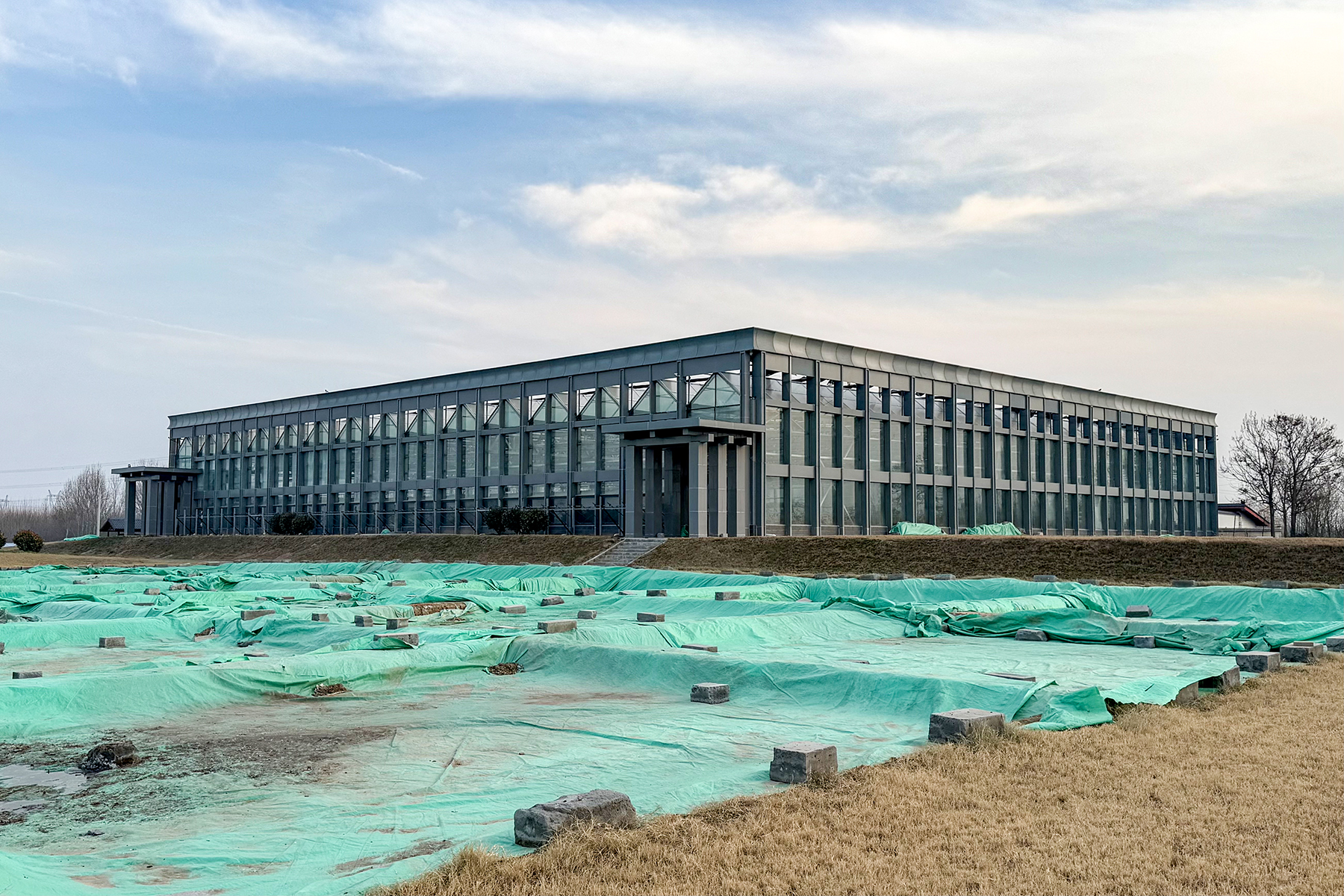
保护房
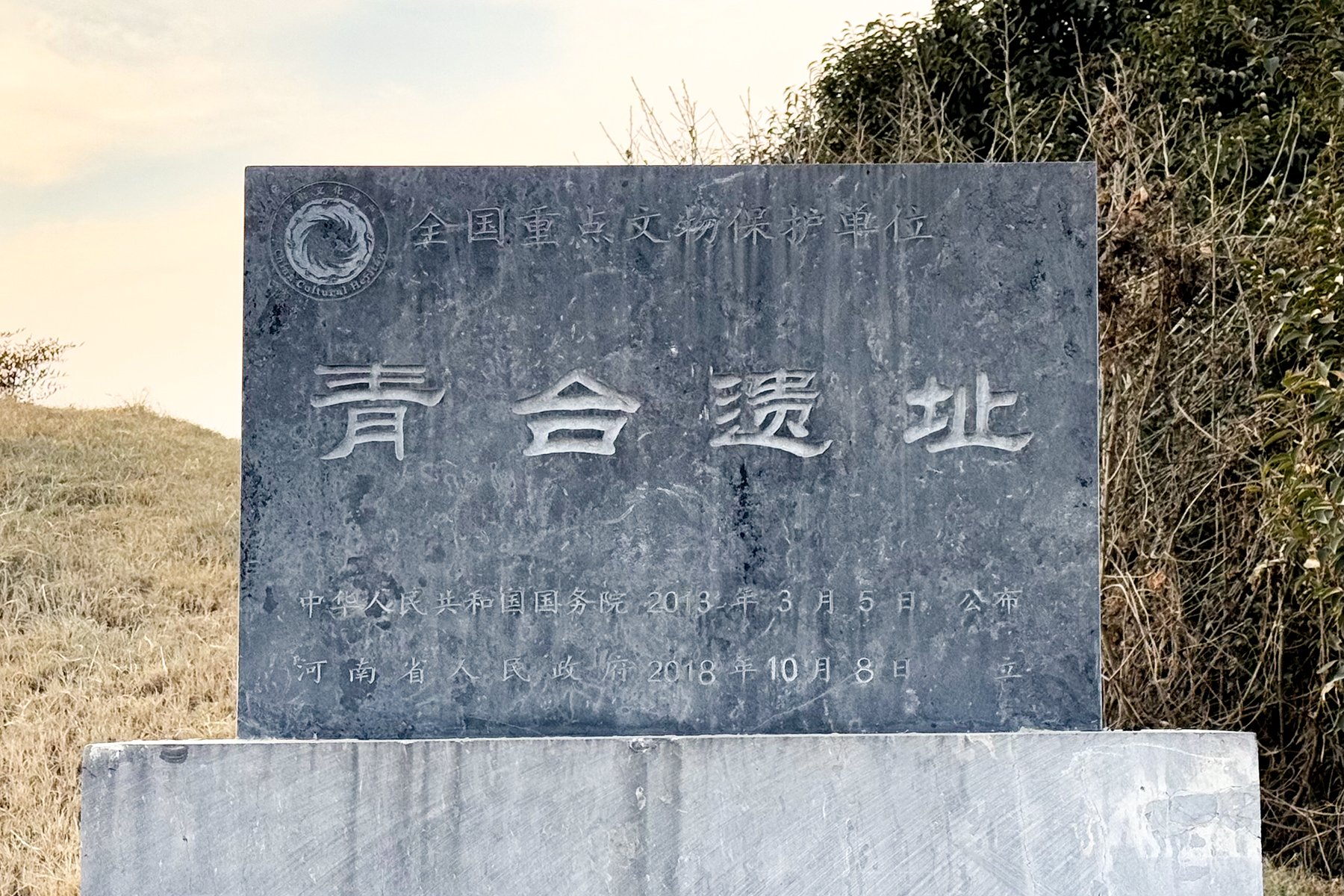
全国重点文物保护单位标示牌